# Julia Edward
Julia Edward, née le 20 février 1991, est une rameuse néo-zélandaise.

## Palmarès

### Jeux olympiques d'été
| Discipline         | Londres 2012 Royaume-Uni |
| ------------------ | ------------------------ |
| Deux de couple, pl | -                        |

### Championnats du monde
| Discipline         | Amsterdam 2014 Pays-Bas | Aiguebelette 2015 France |
| ------------------ | ----------------------- | ------------------------ |
| Deux de couple, pl | Or                      | Or                       |